# 又見操場
《又見操場》，是於1990年上映的台灣電影，由金鰲勳導演、編劇，李志奇、张世領銜主演。本片是1989年電影《風雨操場》的續集，但劇情與前作無關聯。

## 劇情
眷村長大的鄭西北，父親是個患听觉障碍的雜貨店老闆，母親是整天打麻将的主婦，在這環境下讓他比同班同學早熟與成穩。而家裡經營茶室的趙念聖，每天見嫖客進出，也有著老成的外表。校園裡風風雨雨，新鮮事不斷。活潑可愛的許家珍，讓一些愛慕她的同學與隔壁班發生衝突，趙念聖不忍心看到同學之間失和，出面化解糾紛。在高三快畢業前，鄭西北父親因病去世，被視為村中壞孩子的他因為這打擊而奮發用功考上大學。趙念聖則因為正義感，為救一個身世可憐的雛妓而誤殺了茶室保鏢，被關進監獄，救了他人卻犧牲自己。或許這些在操場上一起遊戲、打鬧的同學，在長大進入社會後，會有意想不到的成就發展。

## 演員
| 演員   | 角色             | 備註 |
| 李志奇 | 趙念聖           |      |
| 张世   | 鄭西北           |      |
| 鄒琳琳 | 顏玉鳳           |      |
| 洪若芙 | 洪素玲(雛妓)     |      |
| 況明潔 | 許家珍           |      |
| 屈中恆 | 孫火木           |      |
| 張立威 |                  |      |
| 周棟宏 | 錢進財           |      |
| 馬維欣 | 女老師           |      |
| 文英   | 趙念聖母親       |      |
| 郎雄   | 鄭西北父親       |      |
| 楊安立 | 女教官           |      |
| 家安   | 鄭西北母親       |      |
| 管浩淳 | 黃自強(數學老師) |      |
| 方龍   | 孫火木父親，果農 |      |
| 楊少文 |                  |      |
| 張嘉泰 | 男教官           |      |
| 林君瀚 |                  |      |
| 林士凱 |                  |      |
| 呂小紅 |                  |      |
| 陸舜耕 |                  |      |
| 陳其遠 |                  |      |
| 馬場   |                  |      |
| 林天賜 |                  |      |
| 楊在勤 |                  |      |